# Equilibrio economico
In ambito economico, l'equilibrio è una condizione del sistema economico in cui le forze sono equilibrate: in assenza di fattori esterni, le variabili micro e macroeconomiche rimangono immutate.

## Descrizione
L'equilibrio è la condizione in cui il prezzo di mercato è determinato in un regime di concorrenza perfetta: tale prezzo è strettamente legato alla domanda e offerta. Adam Smith, economista affiliato alla teoria liberista, ribattezzò questo fenomeno dinamico "mano invisibile".

### Soluzione di un problema di 'prezzo di equilibrio'
Per risolvere il problema di prezzo di equilibrio si devono tracciare le curve d'offerta e di domanda ed eguagliarle in equazione.
Un esempio può essere: 
{\displaystyle {\begin{alignedat}{2}Q_{s}&=124+1.5\cdot P\\Q_{d}&=189-2.25\cdot P\\\\Q_{s}&=Q_{d}\\\\124+1.5\cdot P&=189-2.25\cdot P\\(1.5+2.25)\cdot P&=(189-124)\\P&={\frac {189-124}{1.5+2.25}}\\P&={\frac {65}{3.75}}\\P&=17.33\\\end{alignedat}}}
In qualsiasi prezzo al di sopra P offerta supera la domanda, mentre ad un prezzo inferiore P, la quantità eccede l'offerta. In altre parole, se i prezzi di domanda e offerta non sono uguali, allora sono definiti punti di squilibrio, e creano eccesso o carenza di bene.  Cambiamenti nelle condizioni di domanda o di offerta sposteranno a loro volta le curve di offerta e di domanda finché non si troveranno in equilibrio.
Si consideri il seguente schema di domanda e offerta, dove in corrispondenza di ciascun prezzo sono riportate le unità di bene domandate dai consumatori e offerte dai produttori: 
| Prezzo (€) | Domanda | Offerta |
| ---------- | ------- | ------- |
| 8.00       | 6 000   | 18 000  |
| 7.00       | 8 000   | 16 000  |
| 6.00       | 10 000  | 14 000  |
| 5.00       | 12 000  | 12 000  |
| 4.00       | 14 000  | 10 000  |
| 3.00       | 16 000  | 8 000   |
| 2.00       | 18 000  | 6 000   |
| 1.00       | 20 000  | 4 000   |

- Il prezzo di equilibrio del mercato è pari a € 5,00 dove la domanda e l'offerta sono pari a 12.000 unità

- Se il prezzo corrente di mercato è di € 3,00 - vi sarebbe un eccesso di domanda per 8.000 unità, creando una carenza di bene.

- Se il prezzo corrente di mercato fosse di € 8,00 - vi sarebbe eccesso di offerta di 12.000 unità.

Quando vi è una carenza nel mercato, al fine di correggere questo disequilibrio, il prezzo del bene sarà aumentato a un prezzo di € 5,00, riducendo così il quantitativo domandato e aumentando quello offerto, così da mantenere il mercato in equilibrio.
Quando vi è un eccesso di un bene, ad esempio quando il prezzo è al di sopra di $ 6.00, allora i produttori di diminuiranno il prezzo al fine di aumentare la domanda di richiesta per il bene, in modo da eliminare l'eccesso e tornare all'equilibrio di mercato.